# Nonsolomoda
Nonsolomoda è stato un rotocalco televisivo di Canale 5, nato da un'idea di Fabrizio Pasquero. È stato uno dei programmi più longevi delle reti Mediaset.

## Il programma
Così come dice il titolo, la moda non era che uno dei tanti argomenti trattati dal programma: si parlava infatti anche di arte, architettura, viaggi, nuove tecnologie, approfondimenti sul mondo del cinema, della televisione, della pubblicità e dei motori, con un particolare riguardo nei confronti di usi, costumi e tendenze della vita quotidiana.
La prima puntata del programma andò in onda su Rete 4, giovedì 19 aprile 1984 alle 22:15, quando la rete era di proprietà Mondadori. Dal 1985 Nonsolomoda venne trasmesso su Canale 5, un anno dopo che Rete 4 fu venduta alla Fininvest. Il 14 febbraio 1989 fu varato lo spinoff "Nessundorma", andato in onda il martedi alle 23.15 su Italia 1 per una sola stagione.
I servizi presentati nella trasmissione erano caratterizzati da un taglio dinamico ed elegante e dall'originalità delle musiche di sottofondo, il che li rendeva simili a videoclip. Il programma è stato tuttavia accusato di realizzare pubblicità redazionale tramite servizi su prodotti da sponsorizzare; ciò non è mai stato verificato.
La collocazione "storica" del programma era la seconda/terza serata della domenica o del sabato, anche se per alcuni periodi fu trasmesso al giovedì e al martedì. Dal gennaio 2011, invece, dopo ben 27 anni di trasmissione, abbandonò la fascia notturna per inserirsi in quella del mezzogiorno, nella giornata del sabato, ma dalla seconda puntata stagionale, tuttavia, tornò nella sua abituale fascia oraria nella giornata del martedì.
La voce che fin dall'inizio commentava i servizi era quella di Daniele Sassi, già speaker istituzionale di RDS.
Fonico dal 1989 al 1994 fu Adriano Pedersoli.
La conduzione era affidata tradizionalmente a volti femminili della televisione italiana: dal 1995 si succedettero Roberta Capua, Afef, Vanessa Incontrada e Michelle Hunziker. Dal 2002 al 2009, per ben sette anni consecutivi, il rotocalco fu condotto da Silvia Toffanin, che dal febbraio 2010, dopo alcuni mesi di assenza del programma dai palinsesti, lasciò la conduzione a Valeria Bilello. Nell'ottobre del 2011, la conduttrice fu Samya Abbary.
Il programma terminò definitivamente nell'autunno 2012, venendo sostituito da X-Style.

## Edizioni
| Edizione | Anno      | Conduzione         | Emittente |
| -------- | --------- | ------------------ | --------- |
| 1ª       | 1984-1985 | conduttori vari    | Canale 5  |
| 2ª       | 1985-1986 | conduttori vari    | Canale 5  |
| 3ª       | 1986-1987 | conduttori vari    | Canale 5  |
| 4ª       | 1987-1988 | conduttori vari    | Canale 5  |
| 5ª       | 1988-1989 | conduttori vari    | Canale 5  |
| 6ª       | 1989-1990 | conduttori vari    | Canale 5  |
| 7ª       | 1990-1991 | conduttori vari    | Canale 5  |
| 8ª       | 1991-1992 | conduttori vari    | Canale 5  |
| 9ª       | 1992-1993 | conduttori vari    | Canale 5  |
| 10ª      | 1993-1994 | conduttori vari    | Canale 5  |
| 11ª      | 1994-1995 | conduttori vari    | Canale 5  |
| 12ª      | 1995-1996 | Roberta Capua      | Canale 5  |
| 13ª      | 1996-1997 | Roberta Capua      | Canale 5  |
| 14ª      | 1997-1998 | Afef Jnifen        | Canale 5  |
| 15ª      | 1998-1999 | Afef Jnifen        | Canale 5  |
| 16ª      | 1999-2000 | Michelle Hunziker  | Canale 5  |
| 17ª      | 2000-2001 | Michelle Hunziker  | Canale 5  |
| 18ª      | 2001-2002 | Vanessa Incontrada | Canale 5  |
| 19ª      | 2002-2003 | Silvia Toffanin    | Canale 5  |
| 20ª      | 2003-2004 | Silvia Toffanin    | Canale 5  |
| 21ª      | 2004-2005 | Silvia Toffanin    | Canale 5  |
| 22ª      | 2005-2006 | Silvia Toffanin    | Canale 5  |
| 23ª      | 2006-2007 | Silvia Toffanin    | Canale 5  |
| 24ª      | 2007-2008 | Silvia Toffanin    | Canale 5  |
| 25ª      | 2008-2009 | Silvia Toffanin    | Canale 5  |
| 26ª      | 2009      | Silvia Toffanin    | Canale 5  |
| 27ª      | 2010      | Valeria Bilello    | Canale 5  |
| 28ª      | 2011      | Valeria Bilello    | Canale 5  |
| 29ª      | 2011-2012 | Samya Abbary       | Canale 5  |